# Hymn of the Seventh Galaxy
Hymn of the Seventh Galaxy è il terzo album della rock band Return to Forever, capitanata dal pianista e tastierista Chick Corea.

## Tracce
Lato A
1. Hymn of the Seventh Galaxy – 3:28 (musica: Chick Corea)
2. After the Cosmic Rain – 8:23 (musica: Stanley Clarke)
3. Captain Senor Mouse – 8:58 (musica: Chick Corea)

Durata totale: 20:49
Lato B
1. Theme to the Mothership – 2:47 (musica: Chick Corea)
2. Space Circus – 5:43 (musica: Chick Corea)
3. The Game Maker – 6:47 (musica: Chick Corea)

Durata totale: 15:17

## Formazione
- Chick Corea - Pianoforte elettrico,piano acustico,organo,clavicembalo,gong
- Stanley Clarke - fuzz bass, Basso elettrico, Bell tree
- Bill Connors - chitarra elettrica, chitarra acustica
- Lenny White - Batteria, percussioni,Conga,Bongo